# Haig Balian
 (octobre 2018).
Haig Balian, né le 11 septembre 1954 à Amsterdam, est un  producteur néerlandais.

## Filmographie partielle
- 1981 : The Girl with the Red Hair de Ben Verbong[2]
- 1984 : Darlings! de Ruud van Hemert[3]
- 1986 : Mama is Boos! de Ruud van Hemert[4]
- 1989 : De Kassière de  Ben Verbong[5]
- 1991 : The Indecent Woman de Ben Verbong[6]
- 1992 : De Johnsons de Rudolf van den Berg[7]
- 2017 : The Man Who Built Cambodia de Christopher Rompré[8]

### Crédit d'auteurs
- (nl) Cet article est partiellement ou en totalité issu de l’article de Wikipédia en néerlandais intitulé « Haig Balian » (voir la liste des auteurs).